# 끄롱빠현
끄롱빠현(베트남어: Huyện Krông Pa / 縣克容巴)은 베트남 중부 고원 지방 잘라이성의 현이다.

## 행정 구역
끄롱빠현은 1시진, 17사를 관할하고 있다.

### 시진
- 푸뚝 시진 (Thị trấn Phú Túc, 富足市鎭)

### 사
- 쯔드랑사 (Xã Chư Drăng, 諸热讓社)
- 쯔구사 (Xã Chư Gu, 諸烏社)
- 쯔응옥사 (Xã Chư Ngọc, 諸玉社)
- 쯔르깜사 (Xã Chư Rcăm, 諸热甘社)
- 덧방사 (Xã Đất Bằng, 德邦社)
- 끄롱낭사 (Xã Krông Năng, 克容囊社)
- 푸껀사 (Xã Phú Cần, 富芹社)
- 우아사 (Xã Uar, 沃社)
- 이어흐드레흐사 (Xã Ia HDreh, 亞赫热社)
- 이어믈라흐사 (Xã Ia Mláh, 亞姆拉社)
- 이어르목사 (Xã Ia RMok, 亞热摩社)
- 이어르사이사 (Xã Ia RSai, 亞热晒社)
- 이어르스엄사 (Xã Ia RSươm, 亞热申社)